# Pavol Demitra
Pavol Demitra (* 29. November 1974 in Dubnica nad Váhom, Tschechoslowakei; † 7. September 2011 in Tunoschna bei Jaroslawl, Russland) war ein slowakischer Eishockeyspieler, der während seiner Karriere unter anderem für die Ottawa Senators, St. Louis Blues, Los Angeles Kings, Minnesota Wild und Vancouver Canucks in der National Hockey League sowie Lokomotive Jaroslawl in der Kontinentalen Hockey-Liga auf der Position des Centers spielte.

## Karriere
Demitra begann seine professionelle Karriere 1992 beim slowakischen Erstligisten HC Dukla Trenčín. Hier wurden die Ottawa Senators auf ihn aufmerksam und sicherten sich die Rechte an ihm, als sie ihn beim NHL Entry Draft 1993 in der neunten Runde an 227. Stelle auswählten.
Bereits im nächsten Jahr wechselte er zur Saison 1993/94 nach Nordamerika. In den drei Jahren, die er bei den Senators verbrachte, wurde er nur sporadisch in der NHL eingesetzt und verbrachte die meiste Zeit im Farmteam bei den Prince Edward Island Senators in der American Hockey League. Die Saison 1996/97 verbrachte er meist in der International Hockey League bei Las Vegas Thunder und den Grand Rapids Griffins. Erst zum Ende der Saison wurde er von seinem neuen NHL-Team, den St. Louis Blues, eingesetzt.

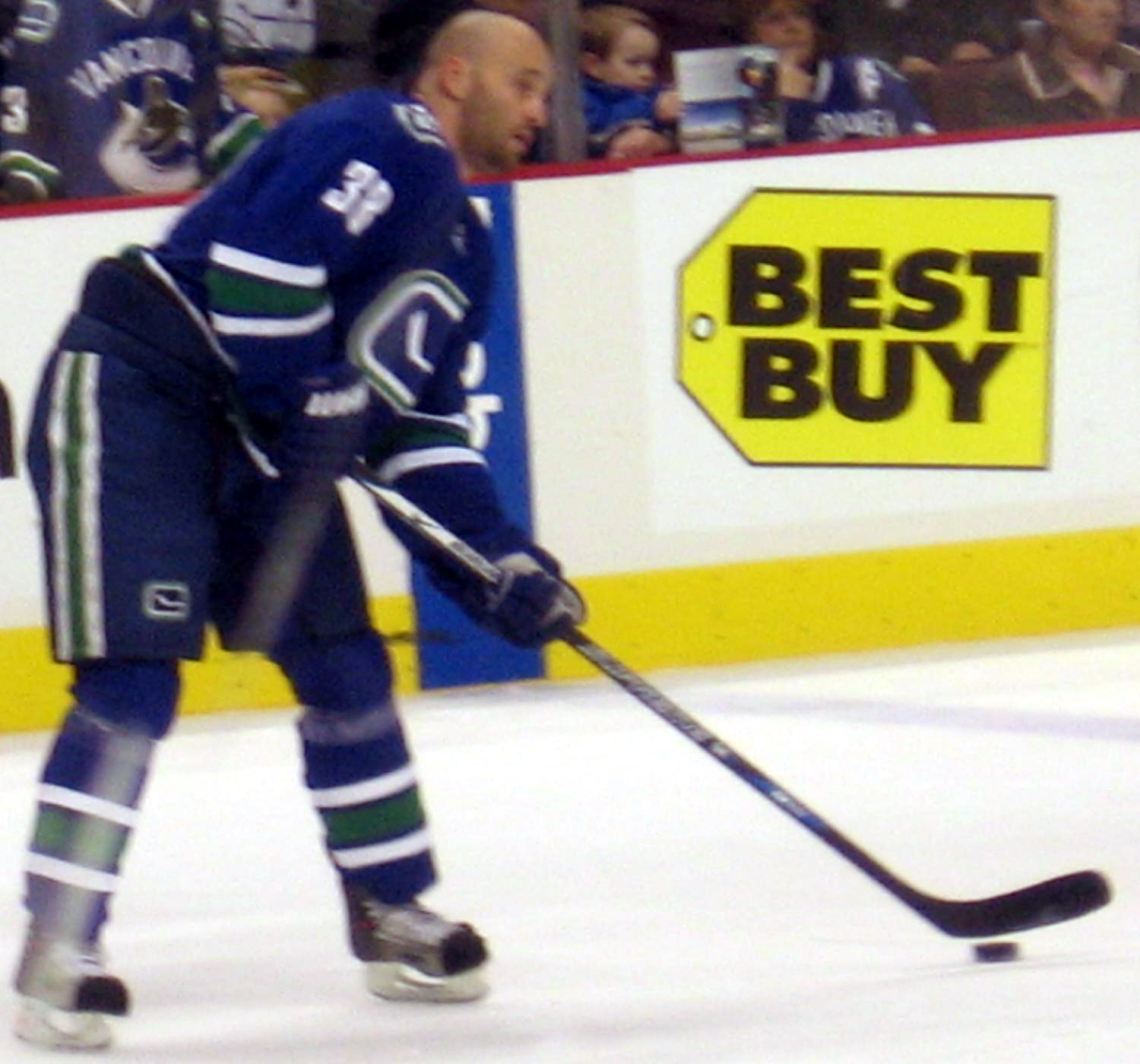
Demitra im Trikot der Vancouver Canucks

In seiner ersten vollständigen Saison in St. Louis, 1997/98, konnte er sich einen Stammplatz erkämpfen, und im darauf folgenden Jahr schaffte er den Durchbruch, als er 89 Scorerpunkte erzielen konnte. In der Saison 2002/03 konnte er, inzwischen als Führungsspieler der Blues, diese Bestmarke auf 93 Punkte verbessern.
Die Streiksaison 2004/05 verbrachte er wieder bei seinem Heimatverein Dukla Trenčín.
Ab der Saison 2005/06 spielte er bei den Los Angeles Kings und zählte auch dort in seiner ersten Saison wieder zu den besten Scorern, obwohl er nur 58 der 82 Spiele bestritt. Zur Saison 2006/07 wurde Pavol Demitra von den Los Angeles Kings im Austausch für Patrick O’Sullivan und einen First Round Pick an die Minnesota Wild abgeben. Nach zwei Jahren in Minnesota wechselte der Mittelstürmer zur Spielzeit 2008/09 zu den Vancouver Canucks.

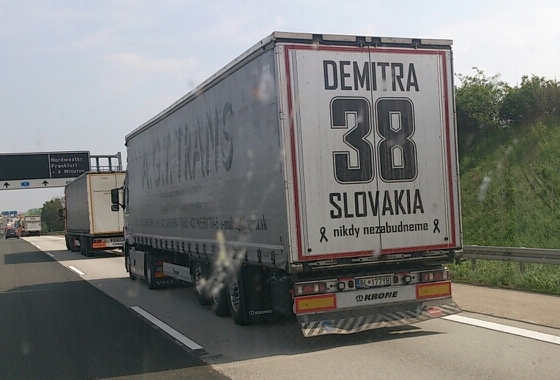
LKW mit Gedenkaufschrift „Wir vergessen nie“ und Demitras Trikotnummer 38

Im Sommer 2010 wurde er von Lokomotive Jaroslawl verpflichtet. Am 7. September 2011 starb Pavol Demitra bei einem Flugzeugabsturz bei Jaroslawl. Nach seinem Tod wurde seine Trikotnummer 38 durch den slowakischen Eishockeyverband für alle Nationalteams gesperrt.

## Erfolge und Auszeichnungen
| - 1996 Teilnahme am AHL All-Star Classic - 1999 Teilnahme am NHL All-Star Game - 2000 Teilnahme am NHL All-Star Game - 2000 Lady Byng Memorial Trophy | - 2002 Teilnahme am NHL All-Star Game - 2005 Extraliga All-Star Team - 2011 KHL-Stürmer des Monats Januar |

### International
- 1992 Goldmedaille bei der U18-Junioren-Europameisterschaft
- 1993 Bronzemedaille bei der Junioren-Weltmeisterschaft
- 2003 Bronzemedaille bei der Weltmeisterschaft
- 2010 All-Star-Team der Olympischen Winterspiele
- 2012 Benennung eines Asteroiden nach ihm: (240022) Demitra